# Dynastie Douala Bell
Pour les articles homonymes, voir Bell.
La dynastie Manga Bell est fondée par le Prince Bélé ba Doo dit " THE DESPOTIC KING BELL1ST " en 1792. Famille princière de Douala en Afrique centrale au Cameroun, elle était à la tête du royaume Doo-Doo qui est l'un des deux principaux royaumes du peuple douala, l'autre étant celui des Bonambela. Les autorités de la République du Cameroun lui reconnaissent le statut officiel de chefferie traditionnelle de 1er degré du  Canton Njo-Njo Bell.

## Succession des rois et régents
Les périodes de règnes se succèdent depuis 1792 :
- 1793 - 1806 : Bell I, Bélé ba Doo alias The Despotic King Bell, a assuré la cohésion du royaume fondé en 1756 par son père Doo la Makongo alias King Georges dit King Joss par les autochtones Sawa (1706 - 1792). Avant de céder le trône au véritable ayant droit choisi par son père : son fils cadet Béb'a Bélé ba Doo.
- 1792 - 1812 : Bell II, Bebe Belle (1768-1848)
- 1812 - 1858 : Bell III, Lobe Bebe (1778-1858)
- 1858 - 1897 : Bell IV, Ndumbe Lobe Bell (1839-1897)
- 1897 - 1908 : Bell V, Auguste Manga Ndumbe (1851-1908)
- 1908 - 1910 : vacant.
- 1910 -  8 août 1914 : Bell VI, Rudolf Douala Manga Bell (1873-1914)
- 8 août 1914 - 1952: siège vacant.

Longue période de régence :
- - 1916 - 1926 : Bell I, Henri Lobé Manga Bell (frère puîné de Rudolf Duala Manga Bell).
  - 1926 - 1932 : Bell II, Richard Dina Manga Bell(1874-1927) frère cadet de Rudolf Duala Manga Bell.
  - 1932 - 1952 : Bell III, Théodore Lobé Ndoumbé Bell (1876-1952), oncle de Rudolf Duala Manga Bell.

fin de la période de régence.
- 1952 - 1962: Bell VII, Alexandre Douala Manga Bell (1897-1962), fils aîné et successeur de Rudolf Duala Manga Bell.
  - 1962 - 1966: vacant.
- 1966 - 6 novembre 2012 : Bell VIII, René Douala Manga (1927-2012)
- 16 décembre 2012 - en cours : Jean-Yves Dieudonné Gaston Eboumbou Douala Manga Bell dit King Bell IX Bebey Duala Manga Bell,(né en 1956)[2].